# Carme García i Suárez
Carme García i Suárez (Badajoz, 27 de març de 1957) és una política catalana d'origen extremeny. Ha estat directora general de Memòria Democràtica. Va ser diputada en la VIII Legislatura (2004-2008) triada per la circumscripció de Barcelona en la llista d'Iniciativa per Catalunya Verds - Esquerra Unida i Alternativa. Ha estat regidora per Iniciativa per Catalunya Verds i portaveu a l'Ajuntament de Sabadell des del 2007 fins al juny del 2014, moment en el qual deixa l'acta electoral i es reincorpora al seu lloc de funcionària municipal de Serveis Socials.

## Biografia
És diplomada en Treball Social i Màster de Mediació i Resolució de Conflictes i funcionària del departament de Serveis Socials de l'Ajuntament de Sabadell. Durant cinc anys va dirigir el departament d'Igualtat en aquest municipi. Va deixar temporalment el seu lloc quan va ser escollida diputada el 2004. S'hi reincorporà després de la seva dimissió com a regidora de l'Ajuntament de Sabadell al juny de 2014.

### Trajectòria política

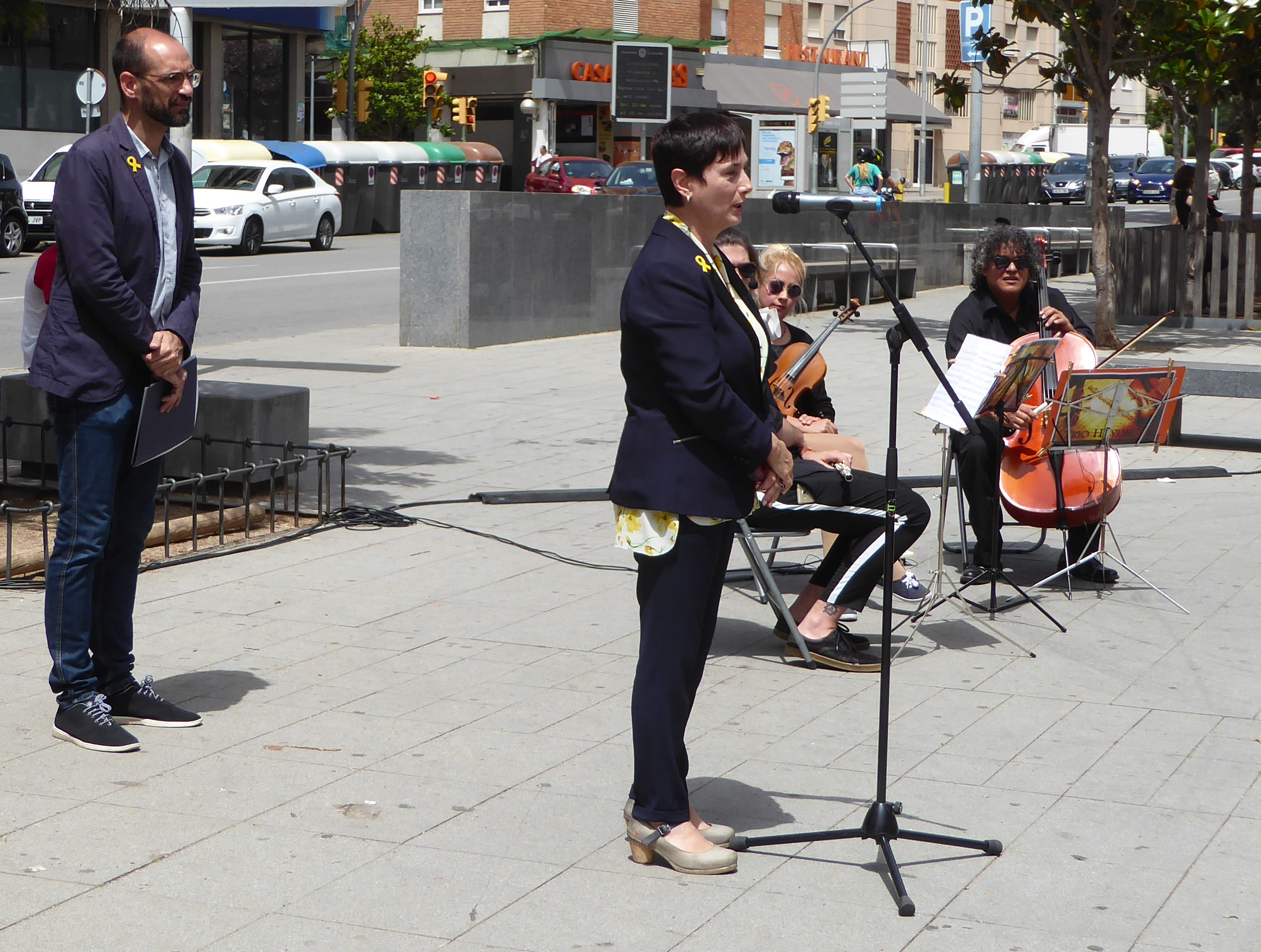
Carme Garcia i Maties Serracant, en l'homenatge a Emília i Angelina Masachs Borruel

Militant del PSUC des de 1975 i posteriorment d'Iniciativa per Catalunya, ha estat tinent d'alcalde i regidora de l'ajuntament de Sant Quirze del Vallès a les eleccions municipals de 1995.
Fou escollida diputada en les eleccions generals espanyoles de 2004 per la circumscripció de Barcelona per la coalició Iniciativa per Catalunya Verds - Esquerra Unida i Alternativa.
Des del maig del 2004 al gener del 2008 assumeix ser portaveu de la Comissió Mixta dels Drets de la Dona i d'Igualtat Oportunitats. Entre altres ponències participà en la de la Llei Integral contra la violència de gènere aprovada el 2004 per la qual al setembre de 2006 rebé el premi de l'Observatori contra la Violència Domèstica i de Gènere del Consell General del Poder Judicial juntament amb les diputades que van ser portaveus dels seus grups parlamentaris durant la seva tramitació: Mariví Monteserín (PSOE), Susana Camarero (PP), Mercè Pigem (CiU), Rosa Bonàs (ERC), Margarita Uria (EAJ-PNV) i Uxue Barkos (Grup mixt).
Va ser també Ponent de la Ponència sobre la prostitució a Espanya (2006-2007) i Ponent en la Llei de Dependència per la tasca de la qual va rebre el Premi Nacional del Treball Social 2011 al costat de les diputades Lucila Corral i Esperança Esteve i Ortega i l'exdiputada María José Sánchez Rubio.
A les eleccions municipals espanyoles de 2007 encapçalà la llista per Sabadell per Esquerra Unida i Alternativa + Iniciativa per Catalunya (EUA+ICV-EPM) i fou escollida regidora. Renovà la seva acta a les eleccions municipals de 2011. En aquest període fou portaveu a l'Ajuntament, primer d'ICV-EUiA (des del 2007 fins al 2011) i des de 2011 només d'ICV. Ha estat diputada d'Educació de la Diputació de Barcelona. L'estiu de 2014 va renunciar al seu càrrec a l'ajuntament i tornà a la seva plaça de funcionària. Poc després va anunciar que abandonava ICV i que es decantava per la independència de Catalunya. El gener de 2016 fou nomenada directora general de Relacions Institucionals i amb el Parlament i el juny del 2018, directora general de Memòria Democràtica.